# Zbyněk Bobr Horák
Zbyněk Bobr Horák (4. března 1964 Dubňany – 17. července 2021) byl český skladatel, textař (napsal a složil více než 150 písní, z toho 40 pro skupinu Argema), zpěvák a kytarista. Byl zakládajícím členem skupiny Argema, ve které působil od roku 1982 do roku 1989. Poté jej zlákala pražská hudební scéna, a tak v revoluční době koncem roku 1989 odešel z rozjetého power-metalového projektu skupiny Argema "Velká Morava" do skupiny Pumpa. Po krátké době se vrátil zpět na Moravu. V roce 1997 potom vydal album "Bobr  Argemaniac – Vzpomínky na Argemu". V roce 2002 vydal své první sólové album nazvané Můj kamarád se vrací. Byl také členem písničkářského dua Bobr a Motýl. Jeho život provázela jistá rozpolcenost a závislost na návykových látkách, k čemuž mohla přispět i ztráta matky v poměrně raném věku. Bobr si vzal dobrovolně život v 57 letech.

## Diskografie
- 1987 Demo – Argema
- 1989 Demo – Argema – Velká Morava
- 1997 Argemaniac – Vzpomínky na Argemu

### Bobr & Motýl
- 2000 Vojáci lásky
- 2003 Vyznání – Ty jsi má láska, ty jsi můj sen